# Tropischer Sturm Rosa (2006)
Tropischer Sturm Rosa war der erste tropische Sturm, der sich seit 2000 im November im östlichen Pazifischen Ozean gebildet hat. Rosa war das 23. tropische System und der 17. benannte Sturm der pazifischen Hurrikansaison 2006 und entwickelte sich aus einer tropischen Welle, die sich am 22. Oktober von der Küste Afrikas gelöst hatte. Die Welle überquerte den Atlantischen Ozean und gelangte am 3. November in den Pazifik. Die Gewittertätigkeit nahm zu und am 8. November wurde das System als Tropisches Tiefdruckgebiet Neunzehn-E klassifiziert. Nachdem Organisation und Intensität des Systems etwas schwankten wurde es am 9. November zum Tropischen Sturm Rosa aufgestuft. Andauernde Windscherung verhinderte eine weitere Intensivierung und am 10. November schwächte sich der Sturm schnell wieder in ein Tiefdruckgebiet ab.

## Sturmverlauf

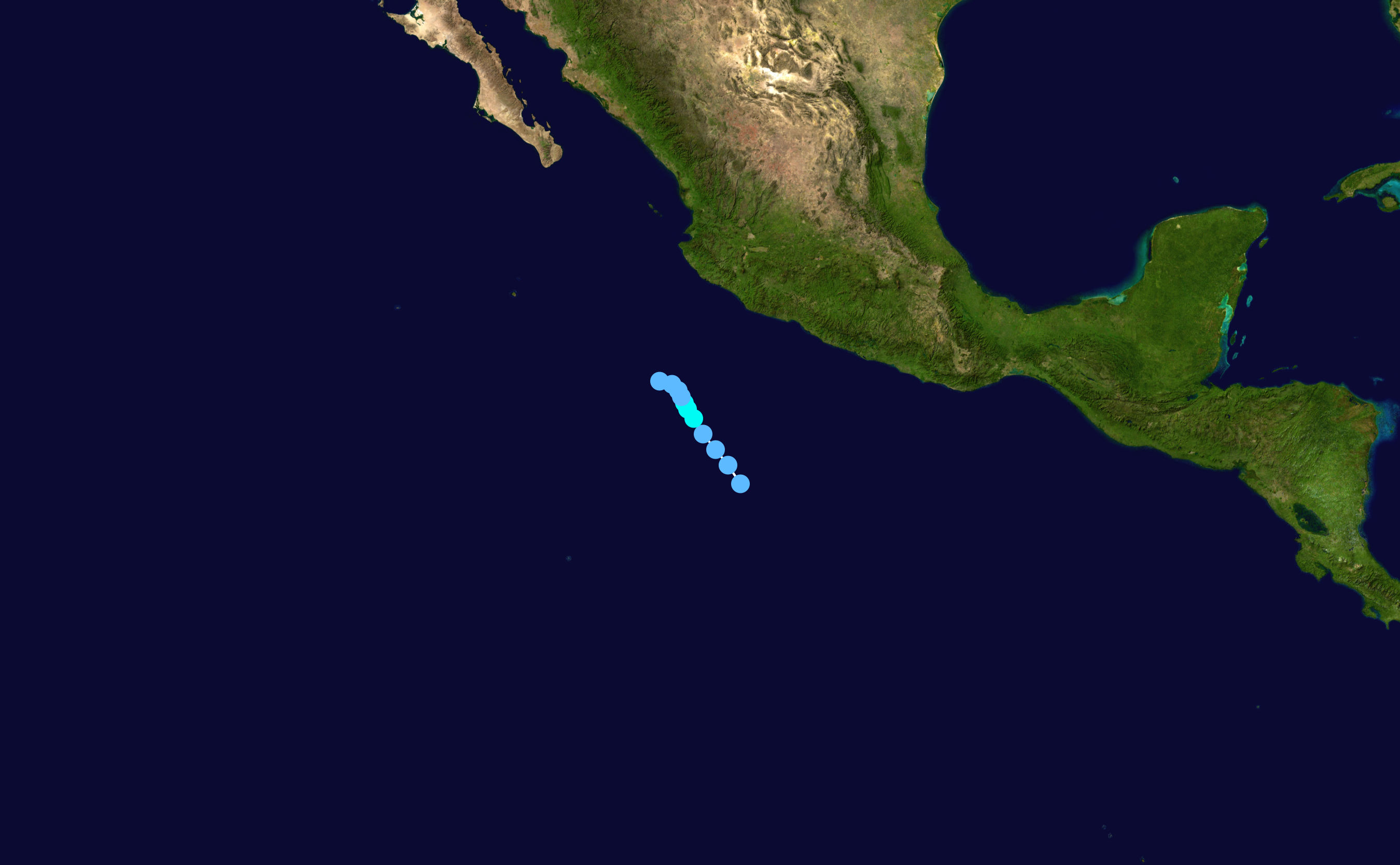
Zugbahn von Rosa

Die Ursprünge Rosas lagen in einer tropischen Welle, die sich am 22. Oktober von der Küste Westafrikas löste. Das schwache System zog westwärts über den Atlantik und die Karibik. Am 3. November überquerte die Welle Mittelamerika und gelangte in den östlichen Nordpazifik. Schauertätigkeit und Gewitteraktivität nahmen zu und am 5. November bildete sich ein weit ausgedehntes Tiefdruckgebiet, einige hundert Kilometer südlich des Golfes von Tehuantepec. Die Konvektion organisierte sich am 7. November zunehmend besser und früh am darauffolgenden Tag, dem 8. November hatte sich die Gewittertätigkeit in der Nähe des Tiefdruckgebietes deutlich erhöht. Um 06:00 Uhr UTC am 8. November bildete sich etwa 700 km südlich von Manzanillo, Mexiko ein tropisches Tiefdruckgebiet.
Durch seine Lage in einer Zone mit günstigen Windverhältnissen in der Höhe begann das Tiefdruckgebiet mit seiner Intensivierung und sechs Stunden nach der Entstehung des tropischen Tiefs ließen die Satellitenbilder darauf schließen, dass sich die Intensität des Systems der Stärke eines tropischen Sturme annäherte. Spätere Analyses deuteten jedoch darauf hin, dass die geschätzten Windgeschwindigkeiten wohl ungenau waren, weil die Daten durch heftigen Regen verzerrt wurden. Im späteren Tagesverlauf zerfiel die Konvektion des Systems und stärker gewordene Windscherung versetzten den größten Teil der konvektiven Aktivität auf die östliche Seite der Zirkulation. Zum selben Zeitpunkt wurde auch die Struktur des Wirbelsturms in Oberflächennähe unorganisiert. Diese Bedingungen hielten nicht sehr lange an und um 00:00 Uhr UTC bildete sich ein neuer Konvektionsherd in ziemlicher Nähe zum vermuteten Zirculationszentrum. Außerdem bildete sich im nordöstlichen Quadranten des Zyklons eine Bandstruktur aus. Der Sturm wanderte nach Nordwesten – wie er es während seiner gesamten Existenz tat – und querte durch eine Schwächezone einen subtropischen Rücken. Obwohl das System kontinuierlich Scherwinden ausgesetzt war, wurde das Tiefdruckgebiet am 9. November gegen 6:00 Uhr UTC zum Tropischen Sturm Rosa hochgestuft. Zu diesem Zeitpunkt betrug die andauernde Windgeschwindigkeit 65 km/h.

Die andauernde ungünstige Windscherung verhinderte die weitere Intensivierung und die Organisierung des Systems nahm kurz nachdem der Sturm seinen Namen erhalten hatte erneut ab. Rosa war nur für achtzehn Stunden ein tropischer Sturm und wurde am 10. November um 0:00 Uhr UTC zum tropischen Tiefdruckgebiet abgestuft. Kurz darauf stellte Stacy Stewart, der Meteorologie National Hurricane Center in der Erörterung Nummer 9 fest: 

„Das tropische Tiefdruckgebiet Rosa verliert schnell an Organisierung und ist wohl nicht länger ein tropischer Zyklon. Trotzdem… für den Fall, dass ein neuer Konvektionsherd in der Nähe des Zentrums ausbricht… wird das System als tropisches System für den Zeitraum dieser Wetterwarnung beibehalten.“

 Im weiteren Tagesverlauf zerfiel das Tiefdruckgebiet zu einem offenen Trog.

## Wetterrekorde und Auswirkungen
Rosa war der erste tropische Sturm, der sich seit dem Jahr 2000 im östlichen Nordpazifik im Monat November bildete. Es war gleichermaßen das erste Mal, das sich seit dem Tropischen Tiefdruckgebiet Sechzehn-E 2002 ein tropisches Tiefdruckgebiet im November gebildet hatte. Weil der Sturm weit von Land entfernt blieb, wurden keinerlei Sachschäden oder Verluste an Menschenleben gemeldet; auch die Schifffahrt blieb durch Rosa unbehindert und es wurden keine Sturmwarnungen ausgegeben. Deswegen wurde der Name nicht von der Liste der Namen tropischer Wirbelstürme gestrichen und Rosa befindet sich auf der Namensliste für die pazifische Hurrikansaison 2012.